# مردم می‌خواهند بدانند چه خبر است!

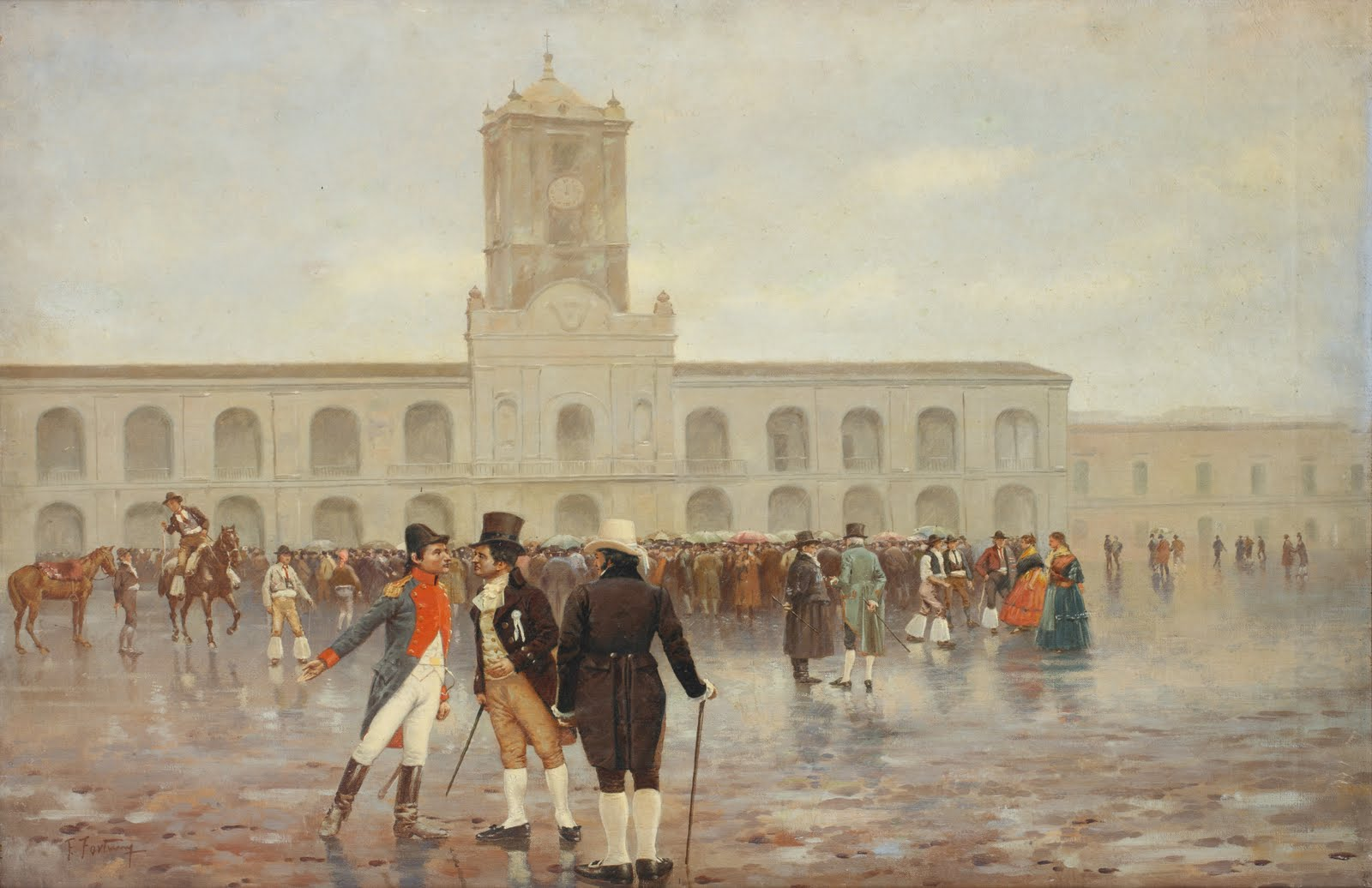
انقلاب مه

مردم می‌خواهد بفهمند چه خبر است! 
(به اسپانیایی آمریکای لاتین: ¡El pueblo quiere saber de qué se trata!) یک شعار اسپانیایی‌زبان در کشور آرژانتین است. این شعار اولین‌بار در جریان انقلاب مه استفاده شد، رویدادی که جنگ استقلال آرژانتین را آغاز کرد. کابیلدوی علنی نایب‌الملک بالتازار هیدالگو د سیسنروس را برکنار کرد و دستور تأسیس یک خونتا را صادر نمود، اما کابیلدو نایب‌الملک را به عنوان رئیس‌جمهور رژیم جدید منصوب کرد. پس از این واقعه، یک تظاهرات عظیم کابیلدو را مجبور به تجدید نظر در این انتصاب کرد و در عوض نظامی متشکل از اعضای منتخب مردم تأسیس شد.
به‌طور مشابه با این رویداد، هنگامی که مردم خواستار شفافیت اقدامات دولت هستند، از این شعار در گردهمایی‌های سیاسی آرژانتین استفاده می‌کنند.